# Персонификација
Персонификација (лат. personificatio прев. грч. προσωποποίια — „утеловљење”) је стилска фигура у којој се предметима, природним појавама, апстрактним предметима, животињама или биљкама додељују људске особине, емоције, мисли и понашања. Ова фигура се реализује кроз метафору, метонимију или синегдоху. Припада фигурама мисли.

## Историјат појма
У старој Грчкој ова фигура се звала прозопопеја. Данас се ове две фигуре углавном поистовећују, мада неки проучаваоци истичу да је прозопопеја кад персонификовани ликови проговоре. Квинтилијан каже да се термин прозопопеја користи кад су и особе и њихове речи измишљени, док се опонашане речи истинитих особа називају дијалогизмом (грч. διάλоγος, лат. sermocinatio). Савремени проучаваоци понекад разликују две врсте персонификације, једну која означава оживљавање апстрактних појмова која своје корене има у некадашњем анимизму и древним религијама, и другу, прозопопеју, која неживим и апстрактним појмовима придаје фиктивну личност и која је понајвише везана за књижевност. Антички реторичари су расправљали и о границама персонификације, тј. да ли је персонификација и кад се мртви, фиктивне или одсутне особе и животиње приказују са људским особинама, у којем случају би и басне потпадале под ову стилску фигуру.

## Употреба
Већина алегорија и понеке метафоре се заснивају на персонификацији. У алегоријама су конвенционално персонификовани врлине и пороци у виду женских ликова, и тада су предочени великим почетним словима (нпр. Пријатељство, Љубав, Грех). Иако се персонификација у књижевности користила одувек, била је нарочито честа у поезији у 18. веку. Неретко се персонификују географски појмови попут земаља, градова, река. Њена функција није само украсна, већ доприноси живости израза и наводи на људску перспективу. У поезији за децу где биљке и животиње често говоре и понашају се као људи, она је основна фигура. У новинарству уобичајене су фразеологизиране персонификације (нпр. долази и мојих пет минута, терати правду). Персонификација се користи и у реклами где анимирани ликови постају оличење неког бренда или производа (нпр. Мистер Пропер).

## Примери
| „                                                      | (...) сама књига цару беседила: „Царе Лазо, честито колено, коме ћеш се приволети царству?” | ” |
| — Пропаст царства српскога, српска епска народна песма |                                                                                             |   |

| „                                                        | Јарко сунце иде на конаке пред њим иде Даница звијездица па је њему тихо говорила јарко сунце јеси л' с' уморило јарко сунце њојзи говорило нијесам се јунак уморио али сам се мало разболио гледајући лијепе дјевојке (...) | ” |
| — Јарко сунце иде на конаке, српска лирска народна песма | |   |

| „                                        | Седи жаба сама на листу локвања, од жаркога сунца штитом се заклања Да новине чита то вам слика каже ал' не мож' да нађе што јој очи траже. Знате већ о чему жабе бригу воде: хоће ли се скоро одселити роде. | ” |
| — Жаба чита новине, Јован Јовановић Змај | |   |

| „                              | Пучина плава спава прохладни пада мрак. . . | ” |
| — Вече на шкољу, Алекса Шантић |                                             |   |

| „                         | Ено белутка Остао је тврдоглав у себи | ” |
| — Сан белутка, Васко Попа |                                       |   |

| „                          | Април је најсвирепији месец, што гаји Јоргован из мртвог тла, меша Успомену и жудњу, подстиче Тромо корење пролећном кишом. | ” |
| — Пуста земља, Т. С. Елиот | |   |

## Сличне стилске фигуре
- Алегорија
- Апострофа
- Метафора
- Метонимија
- Прозопопеја
- Сермоцинација
- Синегдоха